# Lenovník novozélandský

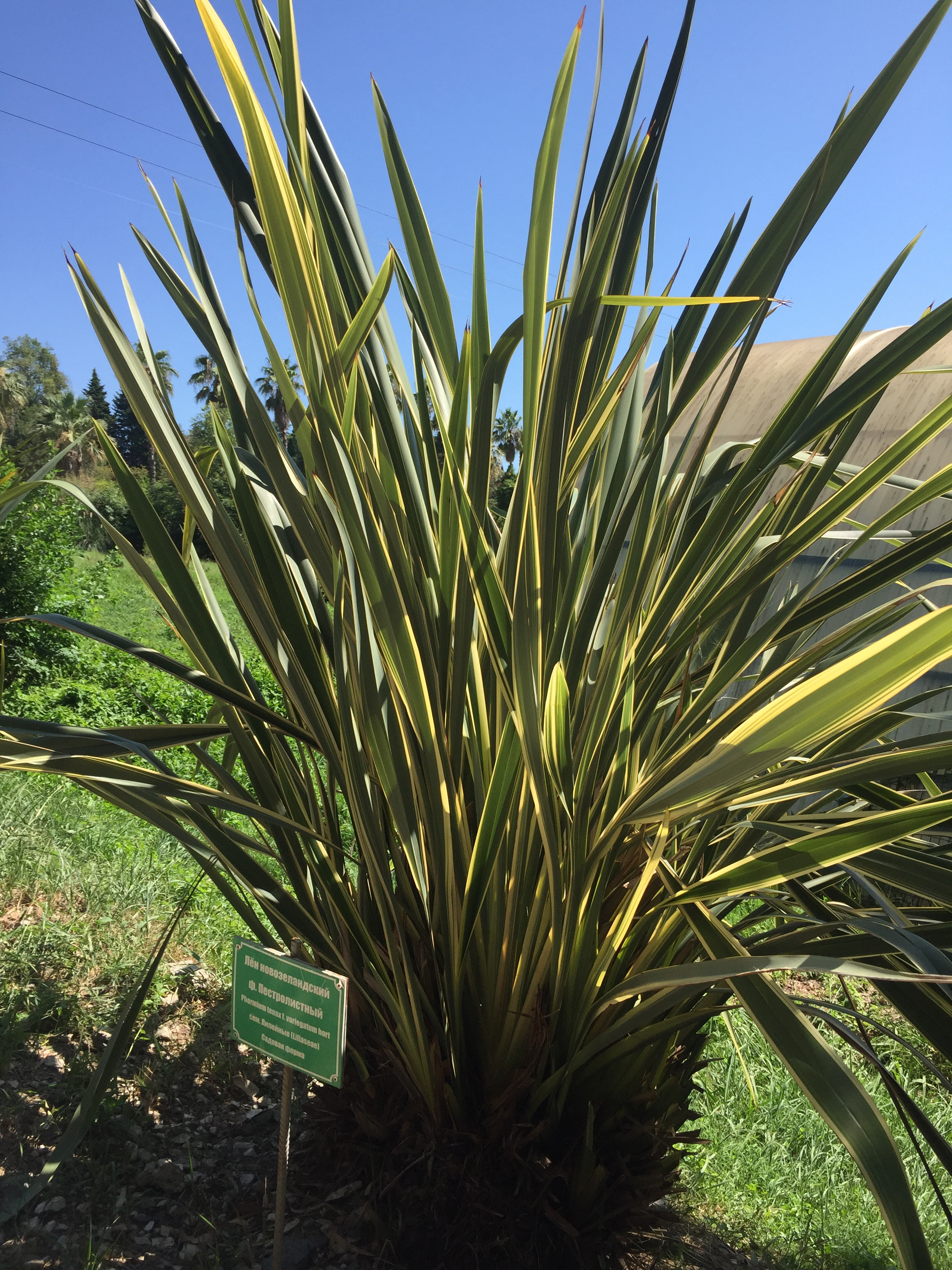
Rostlina

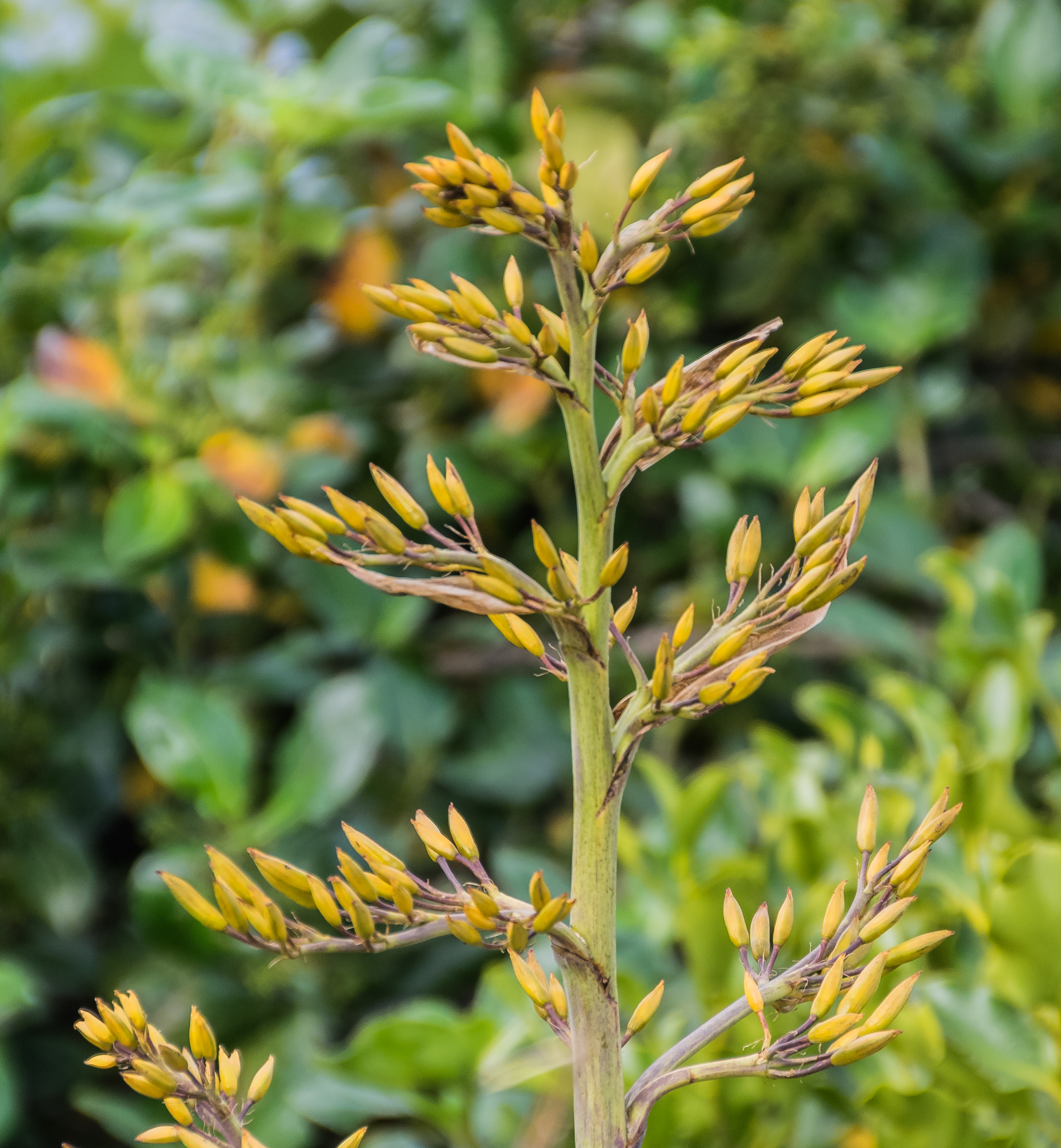
Květenství

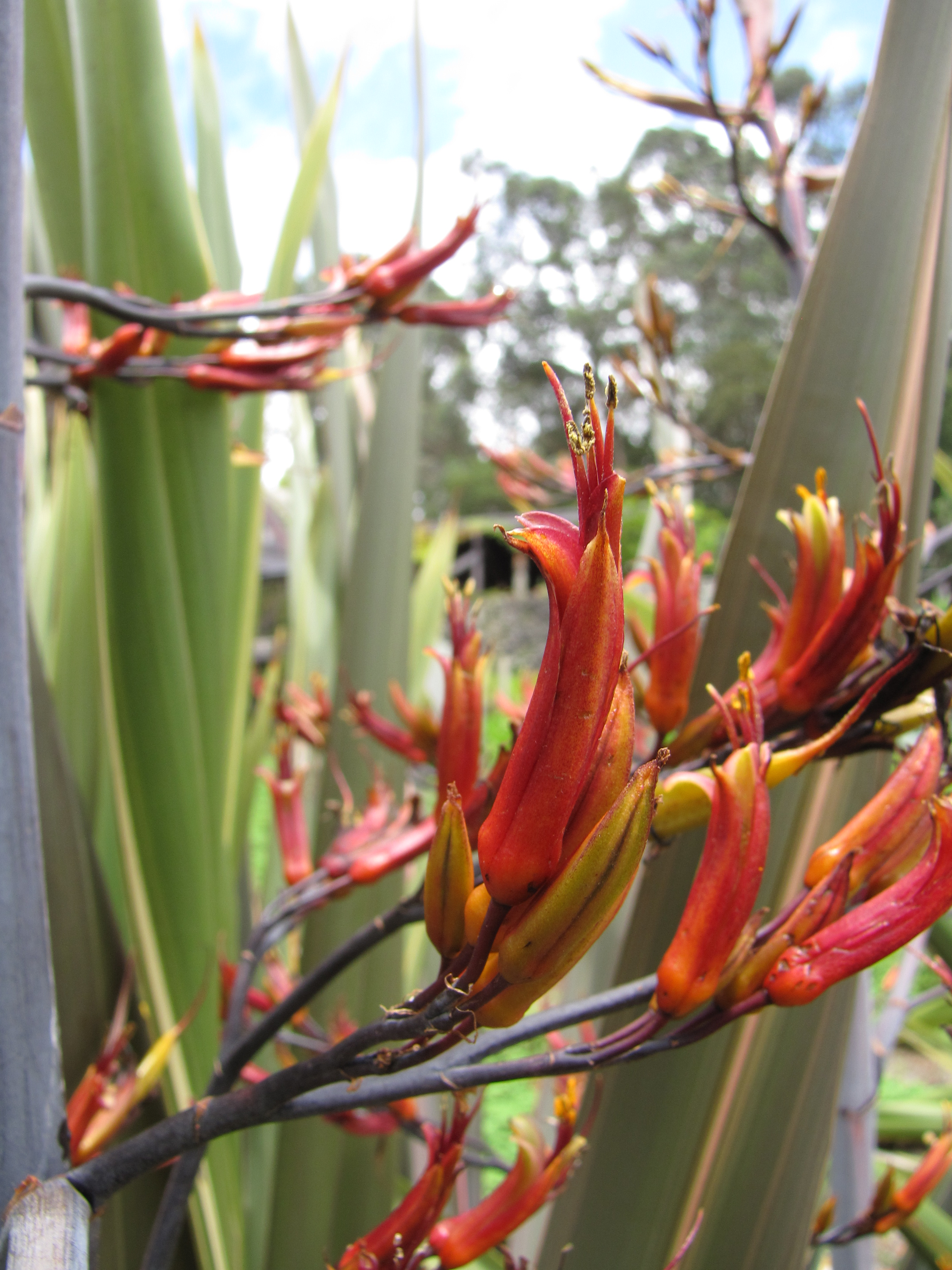
Květy

Lenovník novozélandský (Phormium tenax) je vytrvalá, trsnatá, stálezelená rostlina s listy dlouhými až tři metry. Je jedním ze dvou druhů úzkého rodu lenovník a jeho původním areálem je Nový Zéland a nepříliš vzdálený ostrov Norfolk, součást vnějšího teritoria Austrálie. Odtud byl lidmi rozšířen na pevninskou Austrálie, do Asie, Severní a Jižní Ameriky i na jih Afriky, občas roste i v Evropě. Důvodem k tomuto rozšíření bylo jak jeho využívání pro výrobu pevných textilních vláken, tak i estetická hodnota okrasných rostlin v zahradách.

## Ekologie
Je vlhkomilnou bylinou a přirozeně roste okolo řek, vodních nádrží i po okrajích vnitrozemských či pobřežních močálů, kde při vhodných podmínkách vytváří rozsáhlé, jednodruhové, nesnadno průchozí houštiny. Toleruje zasolenou půdu i mořskou expozici a přestože má rad vlhko, nesnese dlouhodobé zaplavení, vyhovují mu periodické záplavy (může být i mořskou vodou) přinášející živiny a likvidující hmyzí škůdce. Nejrychleji roste na stanovišti s plným sluncem, snáší však i polostín.
Nejlépe roste v aluviální a rašelinné půdě v oblastech teplého a vlhkého mírného podnebného pásma, kde bývá průměrná roční teplota v rozsahu 8 až 19 °C, průměrná teplota nejteplejšího měsíce nepřesahuje 22 °C a v nejchladnějším měsíci neklesá pod +3 °C, roční dešťové srážky se pohybují v rozmezí 500 až 4300 mm. Odolává i krátkodobému mrazu do -10 °C, větší a dlouhodobý chlad jej však zničí. Rostliny obvykle kvetou ve své domovině na jižní polokouli od konce října do února. Ploidie lenovníku novozélandského je 2n = 32.
Tento druh se často kříží s dalším druhem rodu, s lenovníkem aucklandským (Phormium colensoi), který se odlišuje žlutými květy, dolu svěšenými plody a celkově menší výškou. Pěstování i jejich využití je u obou totožné. Rostliny pěstované jako okrasné v zahradách bývají většinou jejich hybridy.
Mladá rostlina, např. semenáč, má v prvých dvou létech pomalý viditelný růst, který se ale třetího roku radikálně zrychluje, na jeho konci je původní rostlina rozrostlá a kořeny spojená průměrně s 15 novými jedinci a z nich má každý okolo 10 listů. Asi v pátém roce pozorovaná bylina vykvete a po odkvětu a zaschnutí stonku s plodenstvím uschne i rostlina se všemi listy. V následujících létech vyrostou na uvolněném místě nejméně tři mladé rostliny. Celé stanoviště brzy začne získávat prstencovou formu, kdy mladé rostliny obklopují prázdnou oblast v centru po uschlých starších rostlinách s vyčerpanou půdou, pokud záplavy se nepostarají o přísun živin, humusu a minerálů. Růst je výrazně pomalejší v chladných nebo suchých lokalitách, při malé úrodnosti půdy, stejně jako v dosahu zastíňujících stromů. Rostlina do svých kořenů i listů akumuluje významné množství draslíku.

## Popis
Mnoholetá, hustě trsnatá bylina s kožovitými, víceméně vzpřímenými či mírně obloukovitě ohnutými listy 1 až 3 m dlouhými a širokými 5 až 12 cm, které vyrůstají z hlízovitě zduřelého oddenku. Kořenový systém je hluboký a široký, za příhodných podmínek sahá tak hluboko, jak je rostlina vysoká. Většina hrubších, oranžově zbarvených kořenů je vodorovně rozprostřená v hloubce do 50 cm, v poloměru 1,5 m kolem středu rostliny, a od nich k povrchu sahá hustá síť jemných bílých kořínků. Tuhé listy mají mečovitý tvar, na vrcholu jsou zašpičatělé, na líci ploché a na rubu kýlnaté. Svrchu jsou zbarveny žlutavě zeleně až tmavě zeleně, naspodu jsou modravé a střední žebro a okraj bývá červenavě nebo oranžově naběhlý.
Na stonku až 5 m vysokém vyrůstá latovité květenství složeno z červených, 2 až 3 cm tlustých, trubkovitých a často zakřivených květů. Oboupohlavný, vzpřímený, 2,5 až 5 cm dlouhý květ má šest červených až červenohnědých, voskovitých, okvětních lístků u báze srostlých a šest tyčinek s prašníky, které jsou společně s čnělkou a bliznou delší než okvětí a z květu vystupují. Květ je protandrický, nejprve v něm uzraje oranžový pyl a teprve později vajíčka v pestíku. Krátce stopkatý květ produkuje velké množství pylu i nektaru lákající opylující hmyz a na Nové Zélandu i ptáky, např. tui zpěvného a medosavku novozélandskou. Protože pyl je velmi lehký a snadno se vzduchem přenáší, mívá na opylení zásluhu i vítr.
Z opylených květů se vyvinou vzpřímené nebo odkloněné, trojúhlé, špičaté, tmavě zbarvené tobolky 5 až 10 cm dlouhé. Tobolky ve zralostí samy pukají a obsahují množství eliptických, plochých, mírně zkroucených semen dlouhých 10 mm a 5 mm širokých. Semena nejčastěji dozrávají v březnu a uvolňují se výbušným prasknutím tobolky, dále jsou rozptylována větrem a vodou. Starší rostliny produkují z oddenků mnoho podzemních postranních odnoží, které rychle zahušťují okolí. Tím se stává životnost rostliny téměř neomezená a vůbec nevadí, že okolní listy kolem odkvetlého stvolu uschnou.
Kromě rozmnožování prostým rozrůstáním kolonie rostlin nebo oddělenými kousky oddenků, např. velkou vodou, se lenovník množí i semeny. Semena zůstávají životaschopná asi jeden rok, klíčí velmi pomalu, při teplotě 15 °C až šest měsíců, mají dlouhou dormanci kterou lze zkrátit stratifikací.

## Význam
Hlavní význam lenovníku novozélandského spočívá v produkci vláken, která jsou dvakrát tak pevná jako vlákna lnu. Získávají se z listů, které jsou těmiti vlákny prostoupené. Listy se na podzim u země seřežou, několik dnů močí ve vodě a následně ve strojích třou a vochlují, až se získají hedvábně lesklá vlákna. Ta jsou nejen pevná, ale i silně vodě odolná a výborně se hodí na provazy, lodní lana, rybářské sítě i pevné oděvy. Dále se z nich zhotovují různé tkaniny, rohože, koše, prodyšné kontejnery apod. U rostlin pěstovaných na plantážích je z jednom hektaru výtěžek 75 až 100 tun listů.
Původní obyvatelé Nového Zélandu Maorové používali listů pro pokrytí střech obytných chýší, šťávu z listů aplikovali na rány, popáleniny a nemoci kůže, proti úplavici, žaludečním vředům i zácpě, míza z kořenů sloužila k léčbě střevních potíží, nektar z květů byl sbírán jako sladidlo. Rostliny přirozeně poskytují úkryt pro ptáky, plazy i drobné obratlovce. Při kvetení nektar živí ptáky, netopýry i gekony, semena spadlá na vodní hladinu zase žerou kachny.
V Evropě a Severní Americe se někdy pěstuji v zahradách jako okrasné rostliny. Byly vyšlechtěny kultivary s pestrými listy zbarvenými do bronzova či fialova, nebo mají podélné pruhy barvy růžové, červé, oranžové či fialové. Exempláře rostoucí v kontejnerech (ochrana před mrazem) bývají mnohem menší a téměř nikdy nekvetou.

## Historie
Používání vláken z rostlin znali již Maorové a s osídlením Nového Zélandu Evropany nastal od 60. let 19. století (po vynálezu strojního zpracovávání listů) boom ve vyžívání lenovníku a tudíž se i rychle rozšiřovalo jeho pěstování. Tehdy byla rostlina exportována na další kontinenty, kde byla vysazován na plantážích a její pěstování a zpracování dávalo obživu stovkám lidí. Největší poptávka byla v průběhu první světové války (1914 - 1918), kdy byly jiné zdroje vláken rovnocenné kvality velmi vzácné. V následujících 30. a 40. létech 20. století však bylo využívání lenovníkových vláken umrtveno, byla nahrazována umělými vlákny získanými z ropy a jejich derivátů. Původně průmyslová, hojně využívaná rostlina se následně stala na mnoha místech nežádoucí a invazní, začala se nekontrolovaně šířit a ohrožovat domácí přírodu.
S koncem 2. tisíciletí se opět mírně rozmohlo používání přírodních vláken získávaných z listů lenovníků, jejích vlastností se využívá v biokompozičních tkaninách společně se syntetickými vlákny k výrobě kvalitních odolných oděvů, koberců a rohoží. Lenovníky složí i jako zdroj jedlého rostlinného oleje s vysokým obsahem omega-3 mastných kyselin, který je téměř na úrovni rybího tuku.